# Refuge du Toubkal
Das Refuge du Toubkal – früher Refuge Issougan n’ouagouns, später Refuge Neltner, zu Ehren des französischen Geologen und Bergsteigers Louis Nelter (1903–1985) ist eine Berghütte der Sektion Casablanca des Club Alpin Français. Es liegt auf 3207 m Höhe in der Gemeinde Asni in der Nähe von Jbel Toubkal, dem höchsten Punkt des Hohen Atlas, in Marokko und darüber hinaus Nordafrikas.
Das Refuge de Tazaghart liegt in der Nähe. 

## Geschichte
Es wird von der Sektion Casablanca des Club Alpin Français in Casablanca verwaltet und ist die älteste der beiden Schutzhütten unterhalb des Berges mit einer Höhe von 4167 Metern am Nordhang. Der Bau des ersten Gebäudes durch den CAF geht auf das Jahr 1938 zurück und 1999 wurde eine Umstrukturierung durchgeführt.

## Funktionen und Informationen
Die Unterbringungskapazität in fünf Schlafsälen beträgt 89 Personen. Es ist das ganze Jahr geöffnet.

## Einzelnachweise

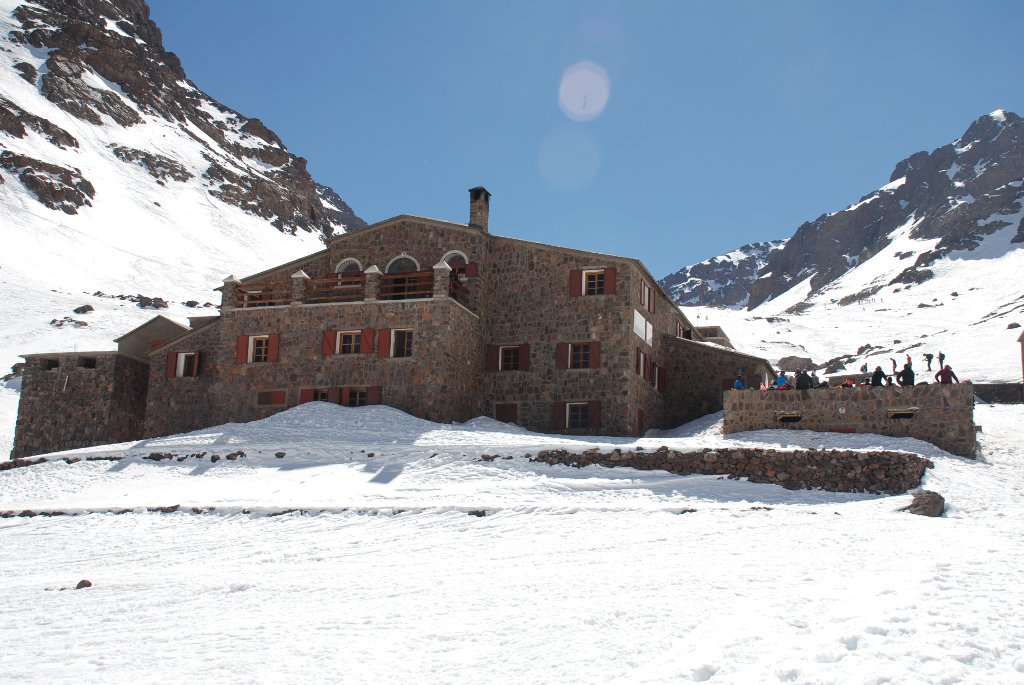
Das Refuge du Toubkal im Winter